# Pedro Coudrin
José María Coudrin (fr. Marie-Joseph Coudrin), nacido Pedro Coudrin (fr. Pierre Coudrin), (Coussay-les-Bois, 1 de marzo de 1768 - París, 27 de marzo de 1837) fue un sacerdote francés fundador de la Congregación de los Sagrados Corazones de Jesús y de María en 1800, tras la Revolución francesa. El nuevo instituto de vida consagrada jugaría un importante papel en la regeneración del catolicismo en la Francia posrevolucionaria.

## Biografía

### Infancia
Pierre Coudrin nació el 1 de marzo de 1768, en una localidad de 1500 habitantes llamada Coussay-les-Bois, en el seno de una familia católica de labradores conformada por el matrimonio de Abraham Coudrin y Marie Rion, y los hermanos Jean, Pierre, Charles y Marie, siendo Pierre el segundo de la prole. Se cree que los Coudrin eran una familia de origen irlandés que se había establecido en Coussay-les-Bois en el siglo XVII. Pierre fue bautizado su mismo dies natalis en la iglesia de San Martín de Coussay-les-Bois, y fue preparado para recibir su Primera Comunión el 15 de agosto de 1781 en la parroquia de Cremille, donde era vicario su tío y padrino Francisco Rion. Rion le enseñará latín y complementará su educación; gracias a lo cual el adolescente Pierre pudo cursar secundaria en un exclusivo colegio en Châtelleraut (de 1781 a 1785). Las escuetas vacaciones (septiembre y octubre) las pasaba en buena parte en la casa parroquial de Saint-Pierre-de-Maillé, donde habían trasladado a su tío. Allí tendrá oportunidad de convivir con el sacerdote Andrés-Hubert Fournet, quien fundaría la Congregación de las Hijas de la Cruz con Isabel Bichier des Ages años más tarde, y que llegaría a ser declarado santo por Pío XI. En este contexto decide enfilar su vida en la senda del sacerdocio.

### Formación
Tras completar la educación secundaria, a finales de 1785 el joven Pierre empieza sus estudios de filosofía en el Colegio Diadélfico de la Universidad de Poitiers, residiendo como pensionista en la casa de un carpintero, Renot. En 1787 comienza los estudios de Teología en el colegio de Sainte Marthre de dicha ciudad y al año siguiente consigue un trabajo como preceptor de los hijos del Dr. Francis Chocquin, consejero del Gran Tribunal de Poitiers en esa fecha. A pesar de su juventud, se gana la confianza de la familia, siendo designado administrador de la hacienda familiar durante las ausencias del matrimonio Chocquin. 
El 11 de noviembre de 1789 (año del comienzo de la Revolución francesa), a pesar de las dificultades económicas familiares, entra en el Seminario de Poitiers, que regentaban los padres lazaristas. Pronto llamó la atención de sus superiores: "¡Qué candor el de este alumno! ¡Que piadosa profundización en las materias más elevadas! ¡Qué angelical virtud! Jamás perdía la presencia de Dios", dijo de él su profesor de teología, P. Brault, futuro obispo de Albi. Le llega a recomendar el vicario general, Padre d'Aviau de Sansay, futuro arzobispo de la Vienne. Contrasta con su buena situación personal la ofensiva que soportaba la Iglesia Católica en Francia: se expropian sus bienes el 2 de noviembre de 1789; se ordena disolver las congregaciones y órdenes existentes, y se prohíbe la creación de nuevas el 11 de febrero del siguiente año, y la Asamblea constituyente vota la Constitución civil del clero el 12 de julio. Esta nueva organización convierte a la Iglesia en un órgano estatal, sin lazos orgánicos con Roma. 
El 1 de abril de 1790 recibió las órdenes menores y el subdiaconado de las manos del vicario general del obispo de Poitiers, P. Dancel Bruneval, en representación de monseñor de San Aulaire. Así, pasa las vacaciones predicando en Coussay-les-Bois y Saint-Pierre-de-Maillé, reintegrándose a mediados de noviembre en el Seminario de Poitiers, y siendo ordenado diácono en Angers en diciembre.  
Al oponerse los padres lazaristas del Seminario al juramento de la Constitución Civil del clero, (impuesto por la Asamblea Constituyente el 27 de noviembre), se disuelve el Seminario, dispersándose sus estudiantes. Pierre vuelve a Coussay-les-Bois, donde el vicario ya ha pronunciado el juramento, si bien el párroco aguarda al posicionamiento de Roma, que llega a los pocos meses: Pío VII condena la Constitución civil del clero. Por ello Pierre Coudrin se niega a jurarla, entrando en el clero refractario, en la ilegalidad. Ante el clima de inseguridad en Coussay-les-Bois, decide huir a la casa parroquial de San Ustre (a 20 kilómetros de Coussay), donde el párroco, Padre Fillatreau, le acoge.  
En San Ustre permanece rezando y reflexionando sobre la situación de la Iglesia, hasta que recibe las cartas dispensadoras para que sea ordenado por cualquier obispo que quede en comunión con Roma. Parte para París a comienzos de 1792, donde se ha enterado de que Monseñor Bonald, ordinario de Clermont, permanece escondido. El 4 de marzo recibe de manos de Mons. Bonald el orden sacerdotal, junto con otros 30 ordenandos, en la capilla del Colegio de los Irlandeses, un seminario donde se refugia el clero refractario, gracias a la extraterritorialidad.  
De vuelta en Coussay-le-Bois, el 8 de abril de 1792, día de Pascua, mientras se prepara con el párroco para celebrar misa mayor en la sacristía, el alcalde de la localidad entra y les ordena leer un comunicado del procurador-síndico de Chatellereault al final de la celebración. Tras la bendición final, el P. Coudrin lee a los feligreses el anuncio, que les convoca para elegir un nuevo párroco, según las leyes revolucionarias. Acto seguido declara: "Ni yo, ni mi familia, tomaremos parte en este acto cismático". Escapando de las autoridades, un compañero de seminario le acoge en su granja familiar en Chézeaux, a 8 kilómetros de Coussay-les-Bois. A pesar de esta huida se mantienen activo: el 16 de abril bendice el matrimonio de Louis Momain, (quien casualmente es primo del alcalde que le persigue). Además contacta con el vicario general de Poitiers, quien si bien le autoriza para ejercer en dicha diócesis, le aconseja esconderse unos meses. 

### Visión y vida en la clandestinidad
Fiel al consejo del vicario general de Poitiers Coudrin se refugia en el castillo de la Motte d'Usseau, donde trabaja el hermano de Louis Momain, Francis. A pesar de las precauciones, pronto se levantan sospechas entre la población de Usseau, de manera que una noche monta a caballo y abandona con un primo suyo el pueblo, para volver sigilosamente en pocas horas. Tras este suceso, Coudrin debe vivir recluido en un oscuro compartimento en el granero de Francis, de 5 metros de ancho, 2 de largo y 1,5 de altura. Si bien pasa las horas de luz sin salir, rezando y leyendo historia eclesiástica, por las noches celebra la misa, charla con Momain, o confiesa a los habitantes del castillo. Durante estos meses la agitación aumenta en Francia: una invasión austro-prusiana (países absolutistas) lleva al gobierno a declarar la República, encarcelar al rey, y a ordenar la masacre de cientos de ciudadanos (muchos de ellos, religiosos). En este contexto, numerosos miembros del clero refractario abandonan Francia para no ser detenidos. El Padre Rion, tío de Coudrin, es detenido y encarcelado.
Es durante este retiro forzado cuando el Padre Coudrin tienen la visión que le moverá a fundar la Congregación de los Sagrados Corazones. A los 5 meses de comenzar su estancia en el granero de Usseau, concretamente el 20 de octubre de 1792, lee en su breviario la vida de San Caprasio de Agen. Animado por el ejemplo de San Caprasio, el Padre Coudrin abandona su escondite y regresa a Poitiers. Aunque no sin antes pasar por Coussay, donde confiesa a sus familiares. Al llegar se dirige al número 26 de la calle de la Regratterie, donde oye que una comerciante de tejidos llamada Anne Marie Gauffreau presta apoyo y posada a sacerdotes refractarios. Allí entra en contacto con el Padre Dancel de Bruneval, vicario general de Poitiers, quien dirige al clero refractario desde su arresto domiciliario. Desde entonces el Padre Coudrin ejerce su ministerio clandestinamente: cobijado en diferentes casas de la red de Madame Gauffreau, catequiza a niños, visita enfermos, celebra bodas y dice misa. Se desplaza generalmente por la noche, y siempre disfrazado de pobre, o de soldado. En una ocasión es sorprendido en la casa de unos enfermos, de manera que se esconde en un lecho recién vacío, que hacía minutos ocupaba un fallecido. El hombre que "sustituye" durante la redada se llama "Andatierra", pseudónimo por el que se le conocerá en la clandestinidad desde ese momento.

Desarrolla gran parte de su actividad en el barrio de Montbernage, un barrio apartado del resto de Poitiers por el río Clain, donde la Revolución apenas tiene partidarios. Allí forma equipo con otro joven sacerdote, (P. Soyer) y un grupo de seglares. Al anochecer, hacen sonar un cuerno que sirve a los católicos refractarios como señal para dirigirse a los lugares donde se celebraba el culto clandestino:
"Los jóvenes muchachotes más ligeros, se escalonaban hasta el Puente Joubert para dar la alarma en caso de visitas domiciliarias; otros vigilaban las casas de las personas señaladas por sus ideas revolucionarias; hombres armados con bastones nudosos se colocaban detrás de las mujeres para protegerlas en caso de necesidad y cuando la asamblea estaba completa, comenzaba la ceremonia. Se empezaba rezando en voz alta el rosario; las cantantes entonaban después los cánticos del P. Monfort y los repetían con tanto entusiasmo, que una noche los cantaron todos, a excepción de dos que había compuesto el P. Coudrin para el auditorio de un verdadero sermón. El tiempo se pasaba de esta manera desde las 11 o 12 de la noche hasta las 2,30 y, a veces, hasta las 4 de la mañana.
Un ligero movimiento anunciaba, por fin, la llegada del sacerdote, que a menudo no habitaba en el barrio y no penetraba en él sin peligro de su vida: unas veces el Sr. Coudrin, camuflado de mendigo, otras el Sr. Soyer con uniforme de guardia nacional. Inmediatamente, el oficiante subía al altar y decía la Misa: en las fiestas solemnes la cantaba; y una noche que se celebraba en una granja de la Cueille-Aiguë, los habitantes de la parte baja del Puente Joubert oyeron claras las palabras del Credo. Al día siguiente, se hablaba de ello, públicamente, en las calles de Poitiers y todos decían que en Montbernage habían tenido una ceremonia bien solemne. Por fin el sacerdote daba a la asamblea sus consejos y, al final, el de retirarse."

El Padre Coudrin no duda ante el peligro: llega a colarse en las cárceles de Poitiers para poder confesar y celebrar misa. También asume la tarea de confesar a los sacerdotes clandestinos de Poitiers, aproximadamente 45. Incluso tras unas escaramuzas que destapan parte de la Iglesia clandestina, restablece sus actividades en la casa de Madame Gauffreau, a pocos pasos del mismo Tribunal Revolucionario de la ciudad. 
En abril de 1793, Coudrin contacta con "la Inmensidad". Este es el nombre en clave de la Asociación del Sagrado Corazón: un grupo de mujeres devotas de la Adoración Perpetua y del Sagrado Corazón de Jesús, que por aquel entonces prestan apoyo a la Iglesia refractaria desde su capilla en la calle Olérons. La conformaban tres grupos: una sociedad interna de mujeres que vivían en comunidad pero sin votos, una sociedad externa de mujeres, que participaban en las reuniones y celebraciones del segundo grupo, y un grupo de sacerdotes (cofundado por el Padre Coudrin) que asistía espiritual y sacramentalmente a la Asociación.  
En 1795, Henriette de Aymer, una joven aristócrata de 27 años, contacta con "la Inmensidad". Ha pasado 11 meses en prisión junto a su madre, donde ha experimentado una conversión, que la motiva a pedir el ingreso en el grupo. A pesar de las reticencias iniciales por la poca piedad de su pasado, costumbres que abandona desde su conversión. Finalmente es aceptada en el grupo de "las Solitarias" (la sociedad externa de la Asociación), allí se verá impactada por la manera de predicar del Padre Coudrin. Entre 1796 y 1797 el Padre Coudrin le habla de su visión y de su anhelo de formar una congregación religiosa a partir de la Asociación del Sagrado Corazón, deseo que desde ese instante también perseguirá Henriette.  
De tal manera, compran la mansión Morières (desde entonces la Grand'Maison) el 24 de junio de 1797, y el 25 de agosto toman el hábito Henriette Mayer y varias "Solitarias": una túnica blanca bajo sus vestidos seglares. En la ceremonia, que preside el Padre Coudrin, cada una escribe sus resoluciones. En septiembre entran a vivir en la Grand'Maison, y el Padre Coudrin instala el Santísimo en la capilla, trasladándolo desde otra capilla clandestina, escoltado por varios jóvenes. En la Grand'Maison el sagrario está disimulado por un panel de madera entre dos ventanas, y que precisa un mecanismo para moverse.  

La nueva congregación nace en medio de un contexto muy difícil para su desarrollo: desde 1790 no existen institutos de vida consagrada oficialmente; esto hace que apenas tengan referentes para una regla de vida. Es entonces cuando encuentran un impreso que describe la vida de una comunidad trapista en Suiza. Sorprendidos, intentan seguir la regla de san Benito a rajatabla, pero no conformes con su dureza, acabarán adoptando diversos alivios:  
"...en el tronco del glorioso San Benito, practicando la austeridad de su vida, suavizada por el Santo Amor de los divinos Corazones de Jesús y de María, deseando hacer revivivr sus virtudes, particularmente el anonadamiento de sí mismo, su humildad, su dulzura, su pobreza, su obediencia, su carisma... para encender al mundo entero, si fuera posible, del Santo Amor (de los Sagrados Corazones)".
En la primavera de 1799 aparecerán los primeros postulantes para la rama masculina: Bernard Bouëx de Villemort, poitivesino de 24 años, Hilarion Lucas, un turonés de 17, y poco más tarde Isidore David. El "Buen Padre" (como empezarán a llamarle en su congregación) les forma como mejor puede en esos difíciles momentos para su profesión inicial: catequesis de niños, recitación común de las horas litúrgicas y en los ratos libres lecturas piadosas o teológicas, y meditación.

### Fundación y primeros años
A partir del día de Navidad de 1799 las hermanas visten el hábito blanco; en julio reciben la aprobación de la jerarquía de Poitiers y el 20 de octubre (fiesta de San Caprasio) las mujeres hacen la primera profesión y los hombres "hacen sus resoluciones" (lo que actualmente sería empezar el noviciado). En la Navidad de 1800, sabiendo que podrían enfrentarse a la guillotina por sus acciones, Coudrin y Henriette Aymer de Chevalerie fundaron oficialmente la Congregación de los Sagrados Corazones. El 2 de febrero de 1801 el Padre Coudrin celebra su consagración, usando el símbolo del paño mortuorio, y tomando el nombre de Marie-Joshep (José María en español).   
Durante ese año el Padre Coudrin se enfrasca en la redacción de una regla para así obtener la autorización papal de Pío VII. En este proyecto le ayuda Monseñor Chabot, tío de Henriette, y obispo refractario que ha vuelto recientemente de su exilio en Suiza. Llevan el primer texto al legado papal, cardenal Caprara, quien les da respuesta en febrero de 1802: el Papa conoce la congregación, pero no ha entrado en la cuestión de su aprobación. A este bache se añade la decisión de la Asociación del Sagrado Corazón de separarse definitivamente de la nueva congregación, quedando tres hermanos y diez hermanas en la Grand'Maison. Al poco fallecen dos hermanas y la madre de Henriette, quien también cae enferma grave, si bien se recupera a los pocos días.  
En el plano público, el 18 de abril de 1802 se firma un Concordato entre Francia y Roma, garantizando la paz religiosa en el país. El clero refractario es tolerado (con recelo) por las autoridades; y Monseñor Chabot es nombrado obispo de Mende, quien pide al Padre Coudrin que le acompañe como secretario con el objetivo de reorganizar su nueva diócesis. El Padre Coudrin acepta con mucho pesar y abandona a su joven Congregación el 24 de mayo. Pronto la Buena Madre le acompaña con otras ocho hermanas, dejando cinco hermanas y tres novicias en París a cargo de Sor Gabrielle de la Barre. El 20 de octubre se instalan definitivamente en un antiguo convento de las ursulinas. Allí abren una escuela gratuita para niños desfavorecidos y una pensión. El 8 de diciembre de 1802 Monseñor Chabot les da el estatuto de congregación diocesana. El Padre Coudrin recluta jóvenes aspirantes en sus visitas pastorales con Monseñor Chabot por la diócesis: en enero de 1803 la rama masculina en Mende ya tiene cinco novicios.  
El Buen Padre no descansa, y mantiene una gran actividad. La noticia de su fundación religiosa durante el Terror llega a otras poblaciones: en 1803 la Buena Madre manda a sus hermanas a nuevas comunidades en Cahors y en Laval. Monseñor Chabot encarga al Padre Coudrin acompasar la tarea de vicario general con la de rector del seminario diocesano; 20 seminaristas que él mismo acoge en su casa de Mende desde octubre. El rápido crecimiento de su congregación (4 comunidades en tres años) con apenas reconocimiento legal, y la acumulación de poder en sus manos hacen víctima al Padre Coudrin de los celos de diversos sacerdotes diocesanos y de la suspicia de Portalis y Chaptal, ministros de Cultos y de Interior respectivamente. Crece la tensión entre el obispo (defensor de su vicario) y sus opositores, desarrollándose varios conflictos. El peor y más notable es el escándalo producido por el entierro civil (no religioso) de un obispo constitucional fallecido en marzo de 1804, quien nunca se retractó de jurar la Constitución Civil del clero. Es Coudrin quien niega un funeral religioso al obispo constitucional. Así pues el ministro de cultos convoca a Monseñor Chabot a París, mientras el de Interior ordena detener a Pierre Coudrin.   
El capitán de policía Romefort se entera de la orden de captura antes de serle comunicada oficialmente, de manera que acude al confesionario del Padre Coudrin y tras confesarse le alarma. Aprovechando esta ventaja el Buen Padre abandona Mende, donde deja dos comunidades. En París, él y Monseñor Chabot apelan al propio Napoleón y a sus ministros de Cultos e Interior. Sólo Chaptal no cede a que vuelva a Mende por su "excesivo poder", y Napoleón está demasiado ocupado con la fundación de su Imperio Francés y la invasión de Inglaterra. Tras largas discusiones, e incluso amenazas de dimisión de Monseñor Chabot, este vuelve sin su vicario a su diócesis, pero no duda en sustituir a sus vicarios, a los que considera responsables. En su estancia en París, el Padre Coudrin ejerce su ministerio en la iglesia de Saint-Roch (San Roque), donde predica y confiesa a multitudes. Incluso predica sobre el "Tu es Petrus" cuando el papa Pío VII, en París para coronar emperador a Napoléon, visita Saint-Roch.

### Establecimiento en Picpus. Aprobación de la Congregación
La comunidad de Mende sigue siendo acosada por personas auspiciadas por los vicarios opuestos a Coudrin. Finalmente la Buena Madre accede a la invitación de Coudrin de abandonar Mende con su comunidad, instalándose en una casa cercana a Saint-Roch el 8 de agosto de 1804. Tal así, el obispo de Sées le reclama como vicario general, oferta que el Buen Padre acepta, ejerciendo sus tareas desde Picpus, si bien envía a dos de sus sacerdotes para enseñar en el Seminario Diocesano de Sées. En pocos meses de llegar a París, (marzo de 1805), la comunidad femenina se mueve a un antiguo convento de agustinas canonesas en la calle de Picpus, a medio kilómetro de la Plaza de la Nación. En su huerto se guillotinaron y enterraron en 3 fosas comunes a 1306 personas durante el Terror, del 14 de junio al 27 de julio de 1794. En 1796 la princesa Amelia de Hohenzollern, cuyo hermano yace allí, compra el huerto, y en 1803 otros familiares de víctimas allá enterradas compran el resto del recinto. Se permite el acceso al oratorio para así rezar por las víctimas del Terror.   
Es por su significado para la causa realista que la policía vigila el lugar cuando este recobra actividad. Las hermanas abren una escuela primaria gratuita en un barrio pobre, donde no ha habido tal cosa en los últimos 10 años, y el Padre Coudrin comienza a celebrar misa en el oratorio. La obra educativa en Picpus crece en poco tiempo: compran huertas colindantes, y se abre un pensionado para alumnos de primaria y secundaria, llegando a cifras de 70 u 80 y 50 alumnos respectivamente. Después del colegio, el Buen Padre abre un seminario para sus religiosos que se orienten al sacerdocio. Allí enseña Teología Moral y dirige espiritualmente a muchos estudiantes. También admite a seminaristas diocesanos de toda Francia que no pueden costearse sus estudios. Incluso en 1814 recibe un grupo de seminaristas irlandeses e ingleses, puesto que en estos países los católicos eran discriminados por su religión. Ese año cuenta con casi 40 seminaristas, pero en 1819 esta cifra se dobla, obligando a la Congregación a construir un edificio en un terreno colindante. Otra actividad que comienza en 1818 el Buen Padre es el catecismo para soldados, a las 4 de la mañana, antes de los ejercicios militares.   
Es por esta época que Madame Riollet, una de sus penitentes, le regala la estatuilla de Nuestra Señora de la Paz, advocación mariana que designan patrona de la Congregación de los Sagrados Corazones. En 1814, Monseñor Cortois de Pressigny, obispo de Saint-Malo, es nombrado embajador francés ante la Santa Sede. Pide hacerse acompañar por el sacerdote que le recomiende el Buen Padre: el Padre Hilarion es el designado. Su estancia en Roma ayuda a la Congregación a abandonar sus situación de semiclandestinidad y su falta de reconocimiento canónico: para ello recibe una Memoria del 25 de octubre de 1814, firmada por el "Hermano Marie-Joseph, Superior General de toda la Congregación" y "Henriette Aymer, Superiora General de las Hermanas". El papa Pío VII, que había pedido la Memoria escrita al Padre Hilarion, la lee y manda a la Congregación de obispos y regulares (encargada de las congregaciones) que examine el documento. A los pocos días el organismo vaticano pide unas Constituciones para poder aprobar la nueva Congregación.   
Mientras, la situación política en Francia es caótica: Napoleón sale de su exilio en Elba, arrasa París, pero es derrotado en Waterloo, la Buena Madre tiene una salud delicada, y el Buen Padre tiene numerosas obligaciones. Estos factores retrasan casi dos años la redacción de las Constituciones, que al final es un texto del propio Hilario, retocado en Picpus antes de ser presentado. El 7 de junio de 1816 la Congregación de obispos y regulares delibera la aprobación de la Congregación. En diciembre se aprueban finalmente las Constituciones, y el 10 de febrero de 1817 Pío VII confirma el decreto de aprobación, que llega el 4 de marzo a Picpus. Pero no será hasta la promulgación de la bula papal Pastor Aeternus, en noviembre de ese año, que la aprobación tenga mayor peso legislativo, puesto que la situación religiosa está estancada en Francia, ya que el Parlamento aún no aprueba el Concordato de 1801. Estos momentos de alegría contrastan con la muerte de Monseñor Chabot el 28 de abril de 1819.      
El 1 de septiembre de 1819 arranca el primer Capítulo General de las dos ramas en la casa de Picpus. En las asambleas los capitulares discuten temas muy variados: desde el hábito o el breviario a la apertura de un noviciado único en Picpus. El 10 de octubre toma lugar la celebración de clausura, en la que pronuncian sus resoluciones varios novicios, tres hermanas hacen sus votos perpetuos, y los ya profesos los renuevan. En este momento la Congregación cuenta con diez casas, 100 hermanos (la mitad sacerdotes) y 400 hermanas.      

### Vicario en Troyes y Rouen
Desde el verano de 1817, a la parroquia de Sainte-Marguerite, que comprende la calle Picpus, llega nuevo párroco: Padre Lemercier. Desaprueba la independencia de la casa de Picpus respecto a su parroquia, status quo que garantiza la exención curial que en 1805 había conseguido Monseñor Chabot para la Congregación. Tal licencia garantizaba independencia para la casa de Picpus respecto a la parroquia donde estaba (Sainte-Marguerite). El P. Lemercier intenta revertir esta situación publicando ataques infundados al Padre Coudrin; incluso prohíbe a sus religiosos salir en la procesión del Corpus Christi que se celebra en la parroquia cada año. A pesar de que el Buen Padre se defiende enviando una carta al arzobispo de París, Monseñor Périgord, éste acaba dictaminando a favor del párroco de Sainte-Marguerite en 1820. Dolido por la situación, el Buen Padre piensa en abandonar la capital y llevarse las comunidades de Picpus a Troyes, cuyo ordinario le ofrece ser vicario general. El propio arzobispo Périgord le ruega que se quede, puesto que le llegan cartas de protesta ante la marcha de los Sagrados Corazones.      
El 22 de octubre el Buen Padre cede en parte y marcha solo a Troyes. Nombra al Padre Hilario prior de Picpus, y renuncia a su cargo de vicario general de Sées. En noviembre llegan 10 de sus religiosos para fundar una comunidad en Troyes, ocupando la abadía de Saint-Martin-les-Aires. Al mes llegan veinte hermanas, que comienzan la Adoración Perpetua y abren una escuela gratuita. Organizan una misión popular muy activa durante dos meses en Bouilly, garantizando los sacramentos a personas que no veían un sacerdote en muchos años. El Buen Padre habla de "Más de 500 personas [que] han hecho confesiones generales de 10, 20, 30 y 40 años" y de como el obispo dio la Confirmación a "más de 400 fieles". También predica a los prisioneros en la penitenciaría del Claraval.      
Cinco años desde el primer Capítulo General, se abre el segundo en Picpus el 1 de septiembre de 1824. Este nuevo Capítulo debe elaborar unas Constituciones definitivas para presentar a Roma, donde el Padre Coudrin proyecta llevarlas aprovechando el año jubilar de 1825. Allí presenta a León XII las Constituciones definitivas, quien la transmite a la Congregación de obispos y regulares. El Buen Padre aprovecha su estancia para pedir a la Congregación encargada de la liturgia la aprobación de unos oficios propios, los oficios parvos, y el ceremonial del Instituto. Además ofrece al cardenal de la Somaglia, prefecto de la Sagrada Congregación para la Propaganda de la Fe, tres de sus religiosos para que los envíe donde vea conveniente. Las Islas Sandwich son el destino elegido.      
A la vuelta el Padre Coudrin tarda poco que querer abandonar Troyes, puesto que no se adapta a la forma de trabajar del nuevo obispo, y tiene un enfrentamiento con un cargo de la curia diocesana por el lugar donde deben cursar los seminaristas menores. Si bien el nuevo prelado es amable con él, el Buen Padre parte para Rouen, donde le nombra vicario general el arzobispo cardenal, Monseñor Gustave de Croÿ, capellán de Carlos X de Francia. En 1826 llegan a Picpus las Constituciones aprobadas por Roma, y el Buen Padre envía a seis hermanos a la misión en las Islas Sandwich, contribuyendo al movimiento misionero de la Iglesia Católica.      
Ya en Rouen el 13 de septiembre de 1826, se ocupa de una archidiócesis cuyo ordinario suele estar en París, por su puesto de capellán real. Además de vicario general es designado superior del Seminario local, un puesto que ya ha ocupado en otras diócesis. Manda venir a tres de sus religiosos y a un diocesano de Tours, Padre Rochette, quien estudió en Picpus. En 1829 León XII muere, y el cardenal de Croÿ parte para Roma con el Padre Coudrin para participar en el cónclave. Dejan de vicario general al Padre Isidore David, que pertenece a la Congregación. Del 13 al 31 de marzo se desarrolla el cónclave que elige a Francesco Castiglioni, quien toma el nombre de Pío VIII. Durante 1829 el Buen Padre organiza con sus religiosos 25 misiones populares, a la manera de Troyes, y sus religiosas abren casas en Rouen y Yvetot. Además encarga a cinco de sus religiosos dirigir el Seminario de Rouen. En julio de 1830 una revolución liberal derroca a Carlos X, sospechoso de querer restablecer el Ancien Régime, y coronan a Luis Felipe. El cardenal de Croÿ, enterado de las noticias, se exilia, dejando al Buen Padre al frente de la Archidiócesis de Rouen hasta su vuelta al año.      
La casa de Picpus es arrasada en un tumulto el 16 de febrero de 1831, siendo hurtado todo objeto de valor. Se profana el Santísimo y los hermanos huyen a otras comunidades o son encarcelados. Esto afecta gravemente al Padre Coudrin, que mientras en Rouen sufre los ataques infundados de un nuevo vicario, ávido de su puesto eclesial. Quitan tristeza a sus días la elevación al episcopado de dos de sus religiosos: el Padre Rafael Bonamie ss.cc es nombrado ordinario de Babilonia (Bagdag) en 1832, y el Padre Jerome Rouchoze ss.cc es nombrado vicario apostólico de Oceanía Oriental. Este último nombramiento es en el marco de la puesta en marcha en Roma de un proyecto que propone a Gregorio XVI el Buen Padre: una restructuración de las misiones católicas en el Pacífico, que se pondrían bajo la autoridad de uno de sus religiosos.      
Estas últimas alegrías no evitan que en noviembre de ese año decida abandonar Rouen, volviendo a enseñar Teología en el Seminario de Picpus, a predicar y confesar en la capilla. El 22 de noviembre avisan al Buen Padre, en Châteaudun, del grave estado de la Buena Madre, y se desplaza rápidamente a su lado. Cuando llega a su lecho ella le reconoce y sonríe, expirando al día siguiente. Es un duro golpe para el Buen Padre, que comienza una peregrinación a la Grand'Maison en Poitiers, su primera fundación, y a su pueblo natal: Coussay-les-Bois. Allí hará su última fundación: su hermano Charles ha comprado la parcela de la iglesia de Saint-Martin, donde fue bautizado. En esta parcela manda construir un convento que 19 de sus hermanas ocuparán al poco.

### Fallecimiento

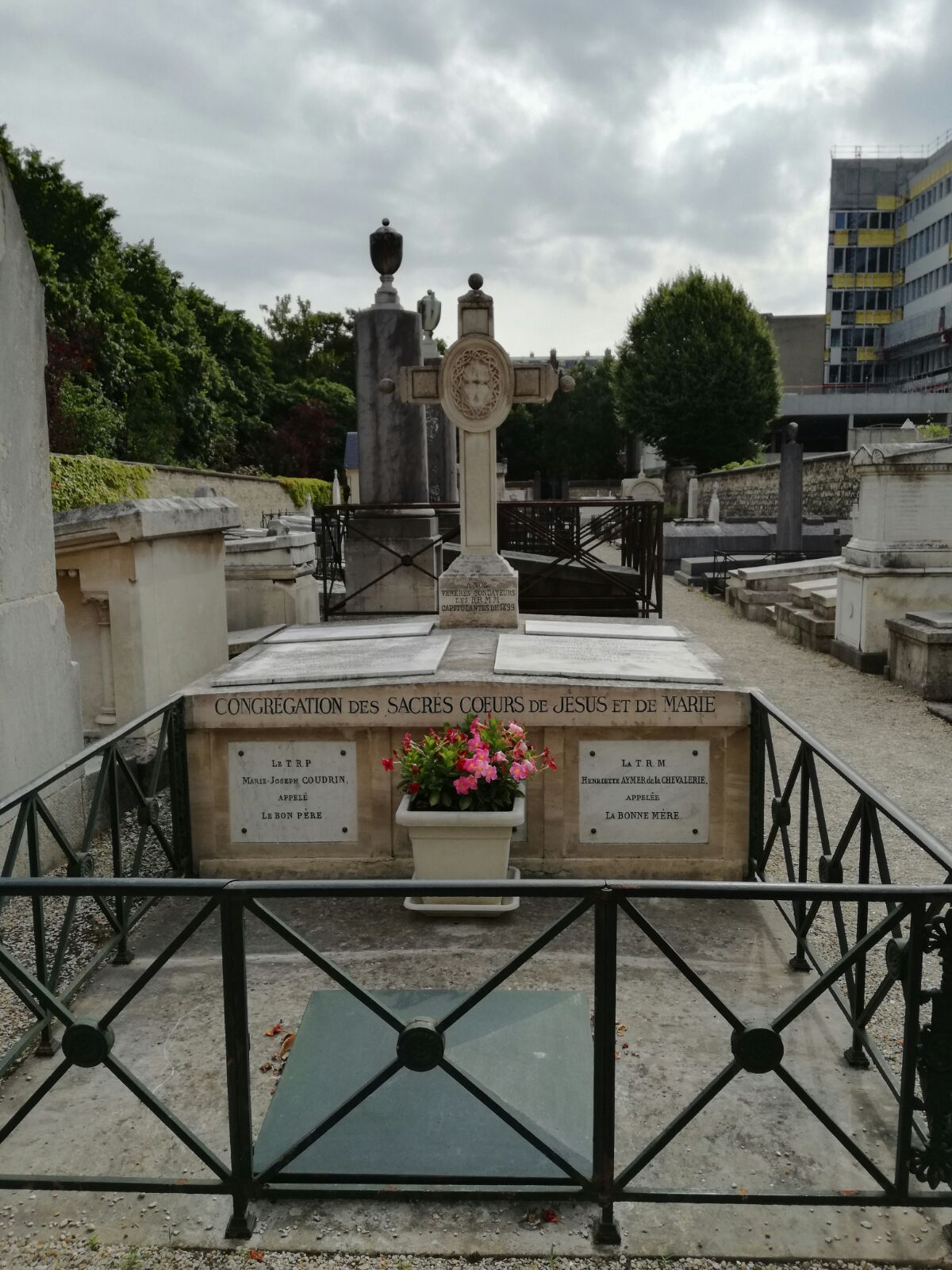
Tumba actual de Pedro Coudrin y de Henriette Aymer. Casa de la Congregación de los Sagrados Corazones en el número 37 de la Rue Picpus, París.

Aún le quedan fuerzas para visitar varias comunidades, y para organizar una misión popular en la parroquia de Coussay-le-Bois, donde predica y confiesa durante toda la jornada. Al comienzo del año 1837 vuelve a Picpus, donde cae enfermo de pleuresía el 10 de marzo, recibiendo los últimos sacramentos el 24 de marzo. El 27 de marzo de 1837, a la edad de 69 años, fallece en la casa de Picpus, en París. El 29 de marzo su amigo Monseñor Forbin-Janson, ordinario de Nancy, celebra su funeral. El ataúd se colocará en el panteón donde yacen Monseñor Chabot y la Buena Madre.